# Warcraft: The Last Guardian

Warcraft: The Last Guardian (Warcraft : Le Dernier gardien) est un roman d'heroic fantasy de Jeff Grubb paru en 2001. Il raconte le commencement de la première guerre entre les Orcs et les Humains. Il met en scène Medivh, fils d'Aegwynn, le dernier des gardiens de Tirisfal.
Au cours de l'histoire, nous apprenons comment les Orcs mis le pied sur Azeroth et comment Khadgar, un puissant magicien ayant pris part à l'expédition sur Draenor, (voir Beyond the Dark Portal) est passé de serviteur à apprenti et d'apprenti à maître magicien.
À plusieurs moments dans l'histoire, par l'entremise des flashbacks, nous comprenons le passé de ce monde troublé, quand les dragons et Aegwynn combattirent dans l'ombre la Légion ardente et que cette dernière détruisit Sargeras le seigneur de la Légion.